# Simeonkirche (Hannover)

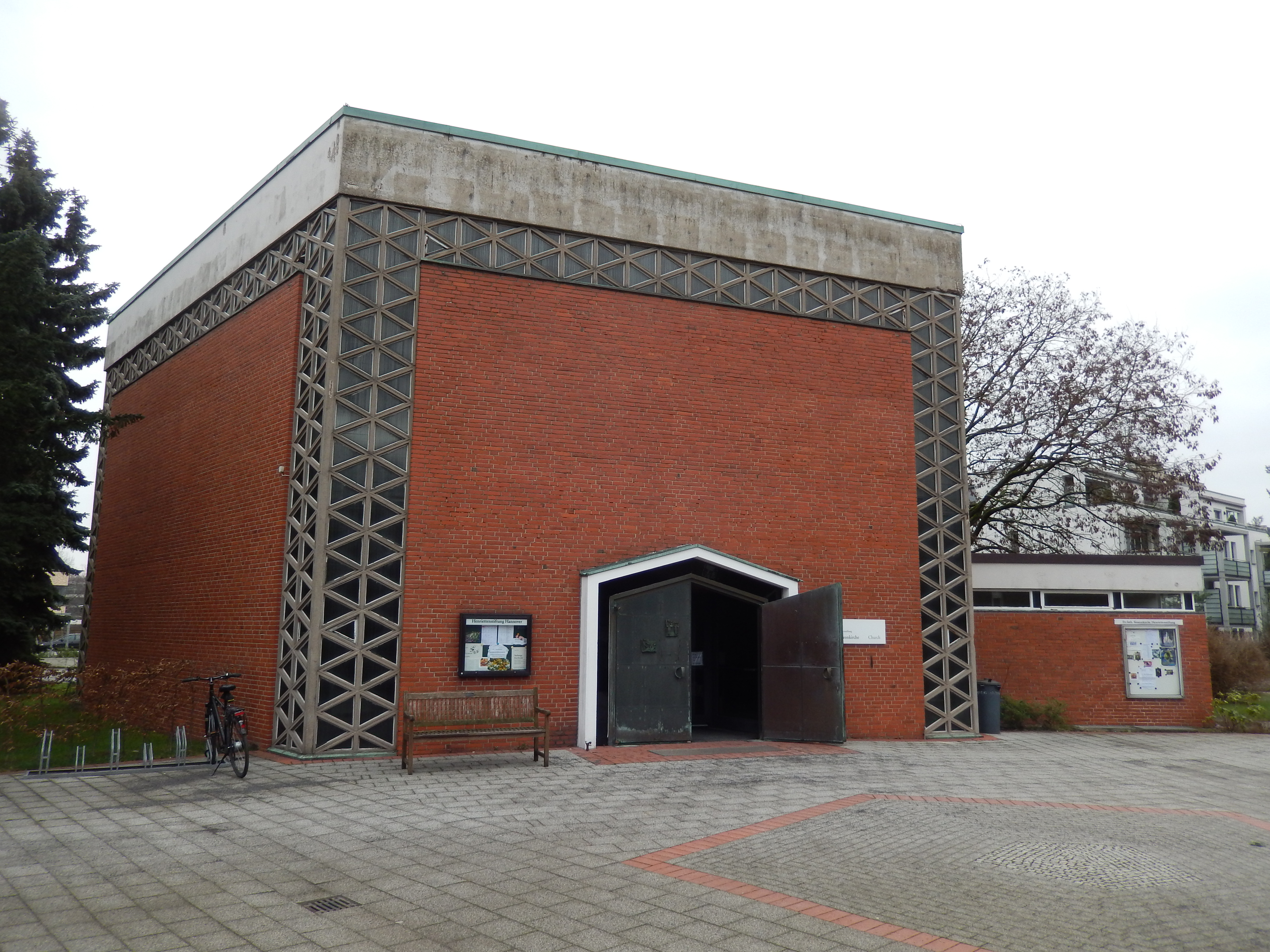
Simeonkirche. Der fünfeckige Grundriss ist in der Vorderansicht nicht auffällig.

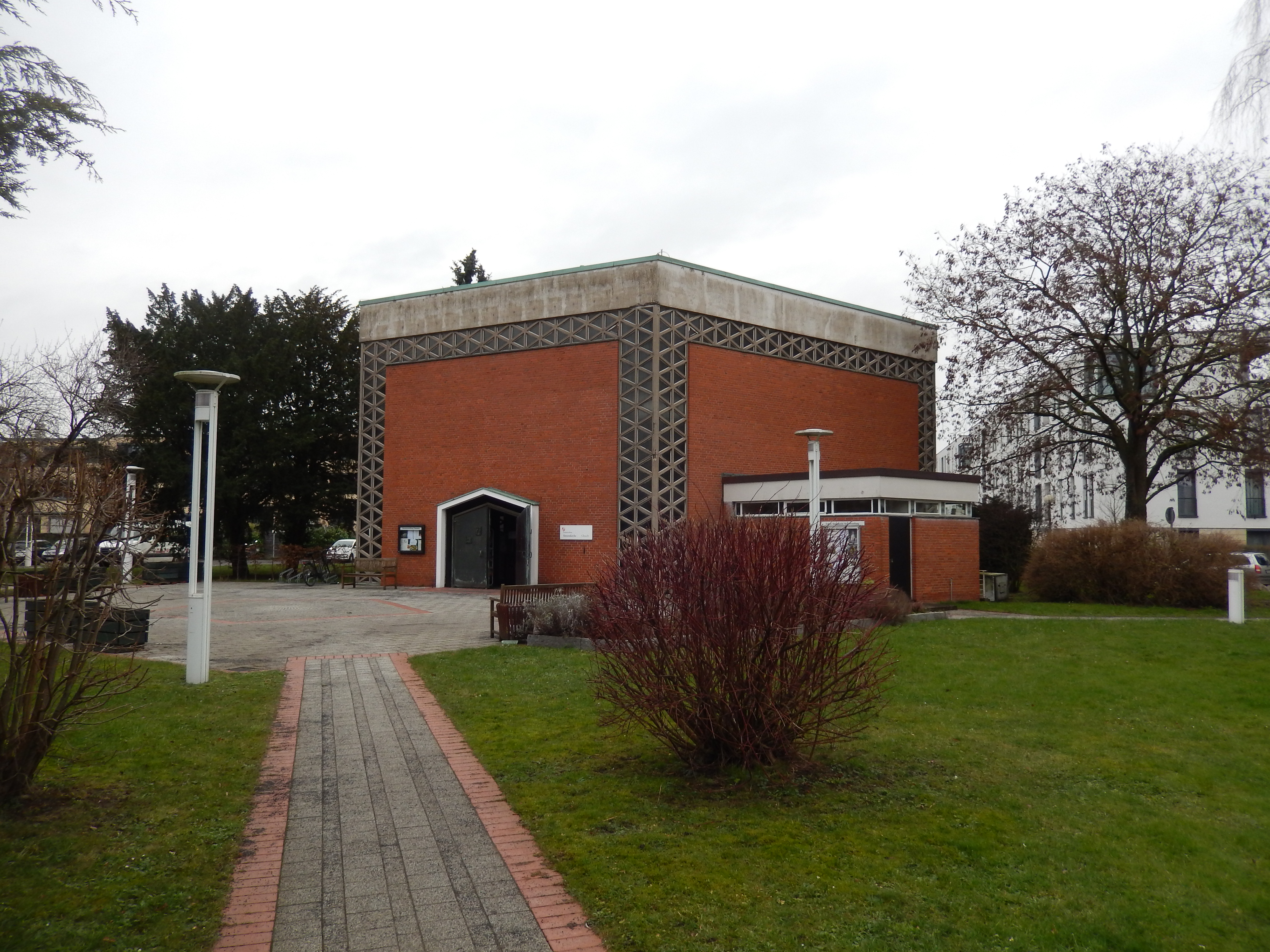
Simeonkirche mit Vorplatz

Die Simeonkirche in Hannover ist ein Mitte der 1960er Jahre errichteter evangelisch-lutherischer Kirchenbau des Altenzentrums der Henriettenstiftung mit fünfeckigem Grundriss. Standort des nach dem Propheten Simeon benannten Gebäudes ist die Schwemannstraße im hannoverschen Stadtteil Kirchrode.

## Geschichte
An Stelle der heutigen Kirche stand das im 19. Jahrhundert von Konsul Dietrich Wilhelm Schwemann im Jahr 1867 der Henriettenstiftung überlassene ehemalige Auszugshäuschen, das zunächst als Warteschule für die Kirchröder Dorfjugend umgenutzt werden sollte, dann aber aufgrund des hohen Bedarfs in Folge der Industrialisierung als Siechenhaus für „[...] unheilbar weibliche Kranke“ genutzt wurde.
Erst knapp ein Jahrhundert später wurde das Gebäude 1964 zugunsten der geplanten Simeonkirche abgebrochen, die dann in den Jahren 1964 bis 1965 nach Plänen des Architekten Hanns Hoffmann errichtet wurde.

## Architektur
Der Grundriss der Kirche ist ungleichschenklig fünfeckig; die pentagonische Bauweise spiegelt sich auch auf dem vorgelagerten ebenfalls fünfeckigen Platz. Der Glockenturm als Campanile ist sechseckig auf Stahlstelzen. An der rechten Seite befindet sich ein rechteckiger Nebenbau.

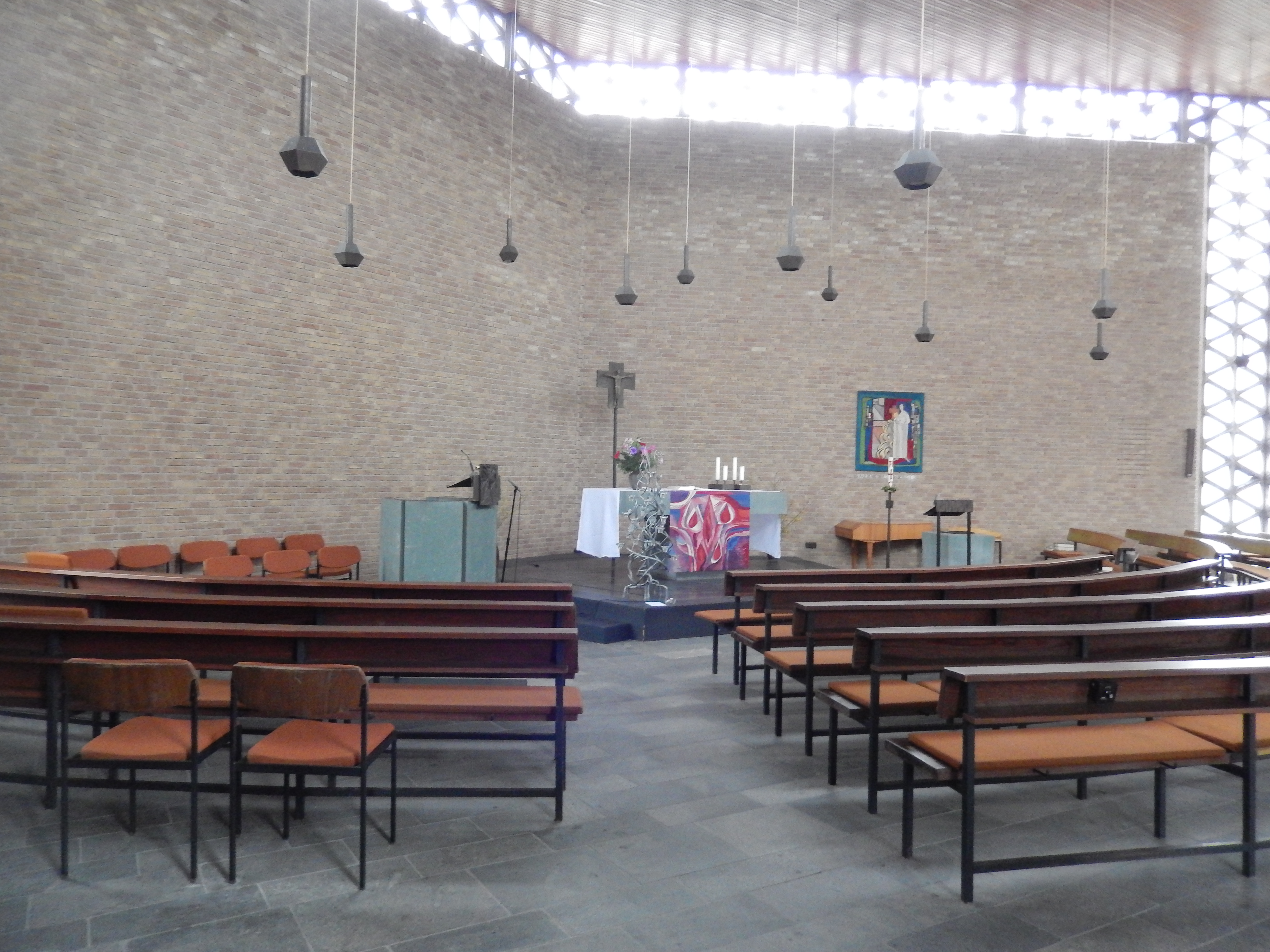
Innenraum

Durch die rundum verglasten Oberteile der Wände und die bis zum Boden verglasten Ecken fällt von allen Seiten Tageslicht in den Innenraum; lediglich die dem Eingang gegenüberliegende Ecke ist nicht verglast, dadurch wird Gegenlicht für die Zuhörer vermieden.

## Ausstattung
Der Greis Simeon ist zweimal an und in der Kirche dargestellt:
1. außen an der von dem Bildhauer Siegfried Zimmermann entworfenen Kirchentür ist Simeon oben links zu finden beim Einzug in Jerusalem. Bei geschlossenen Türen ist der Zusammenhang mit der Jesusdarstellung auf der rechten Tür erkennbar. Im unteren Bereich finden sich Ausformulierungen von diakonischen Aufgaben: Links ein Krankenbesuch, rechts die Stillung eines Sturmes als Sinnbild für die Linderung von Schmerzen, Angst und Bedrängnis.[1]
2. innen auf dem nach Entwürfen von Helge Michael Breig durch die Paramentenwerkstatt der Henriettenstiftung gefertigten Wandteppich. Dieser bildet zudem das hauseigene und ebenfalls von Siegfried Zimmermann entworfene bronzene Kruzifix.[1]

## Orgel

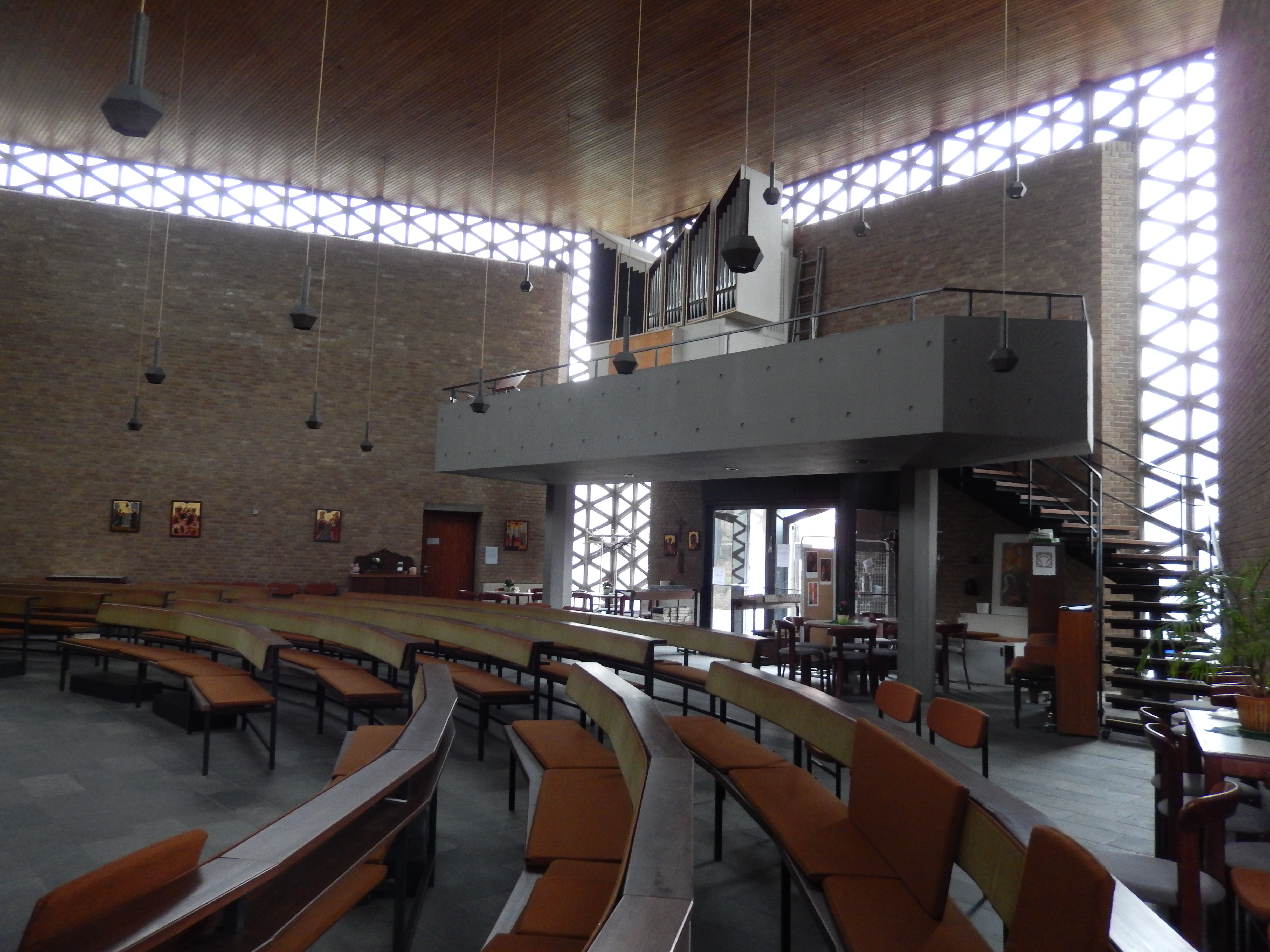
Empore mit Orgel

Die Orgel stammt von dem in Hannover ansässigen Orgelbauunternehmen Schmidt & Thiemann.
| I Hauptwerk C–g3 |    |  |
| Rohrflöte        | 8′ |  |
| Prinzipal        | 4′ |  |
| Waldflöte        | 2′ |  |
| Mixtur 4f.       |    |  |

| II Brustwerk C–g3 |    |  |
| Holzgedackt       | 8′ |  |
| Spitzflöte        | 4′ |  |
| Prinzipal         | 2′ |  |
| Sesquialtera 2f.  |    |  |
| Zimbel 3f.        |    |  |
| Tremulant         |    |  |

| Pedal C–f1 |     |  |
| Subbass    | 16′ |  |
| Rohrpommer | 8′  |  |
| Trompete   | 8′  |  |

- Koppeln: II/I, I/P, II/P

## Glocken

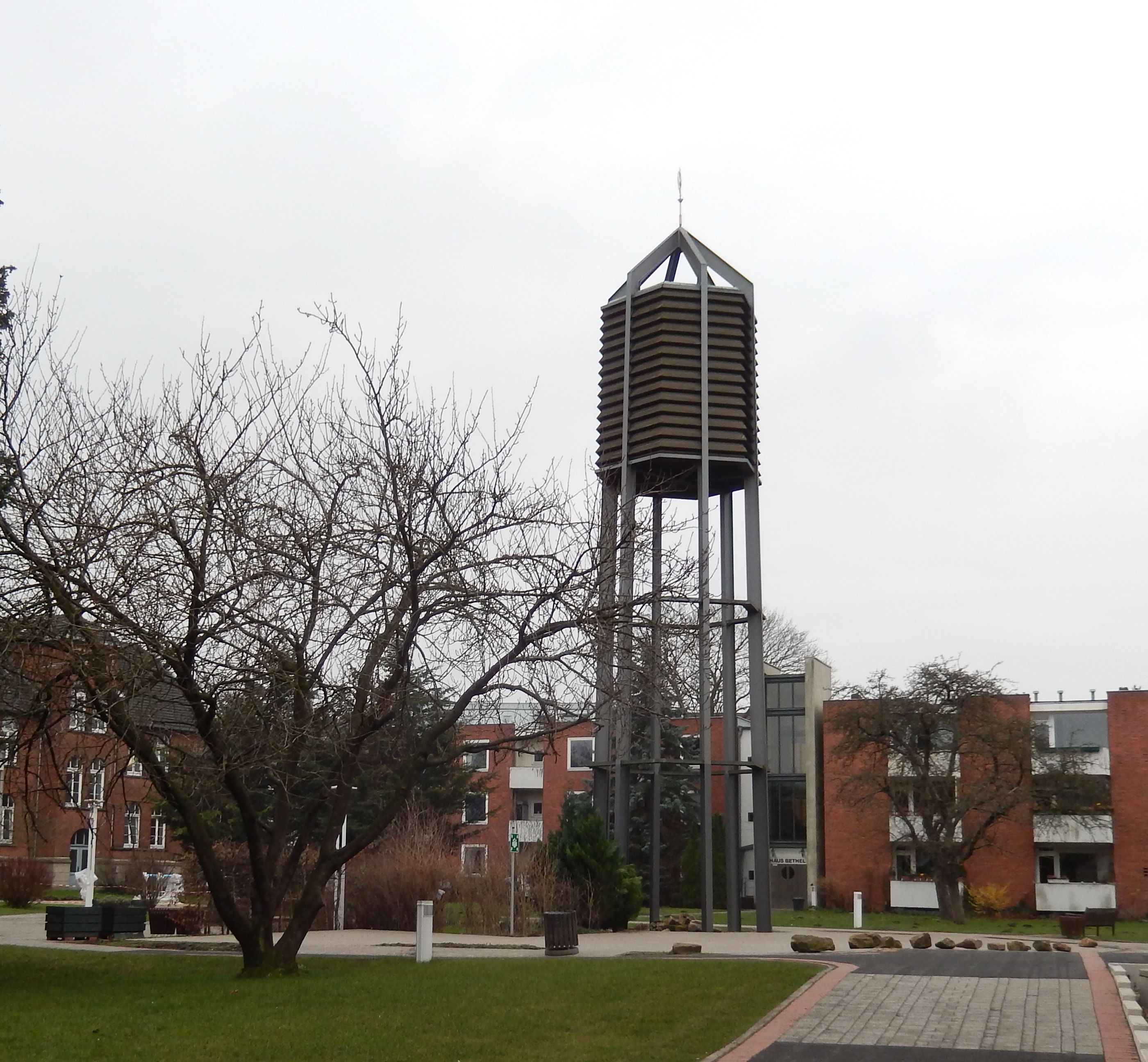
Glockenturm der Simeonkirche

Das vierstimmige Glockengeläut in a1 - d2 - e2 - g2 stammt vom Heidelberger Glockengießer Friedrich Wilhelm Schilling.